# Nationalpark Eifel
Nationalpark Eifel er en nationalpark i delstaten Nordrhein-Westfalen, oprettet  1. januar 2004.
Parken har et areal på  110 km² og ligger i den nordlige del af  bjergområdet Eifel mellem landsbyerne  Nideggen og Schleiden samt den belgiske grænse. To tredjedele af parken er helt fredet og må ikke anvendes til land- og skovbrug.  Området er hovedsageligt dækket af bøgeskov.  I parken forekommer mere end 460 beskyttede plante- og dyrearter, deriblandt vildkat og sort stork. Desuden lever cirka 1.300 arter af biller i skoven.
En del af nationalparken er ikke tilgængelig på grund af fare fra miner fra 2. verdenskrig. Disse områder er indhegnet.